# هوبكينز بارك (إلينوي)
هوبكينز بارك (بالإنجليزية: Hopkins Park)‏ هي منطقة سكنية تقع في الولايات المتحدة في إلينوي. يقدر عدد سكانها بـ 711 نسمة .

## الموقع الجغرافي
الموقع الجغرافي للمناطق المحيطة بهذه النقطة هو كالتالي: